# H. Beam Piper

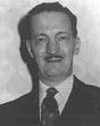
H. Beam Piper (1952)

Henry Beam Piper (* 23. März 1904 in Altoona, Pennsylvania; † 6. November 1964) war ein US-amerikanischer Science-Fiction-Autor, der immer als H. Beam Piper veröffentlichte.

## Leben und Werk
H. Beam Piper begann mit 18 Jahren bei der Eisenbahngesellschaft Pennsylvania Railroad zu arbeiten und hörte erst 1956 dort auf, um vom Schreiben zu leben. 1964 nahm er sich mit einer Schusswaffe aus seiner Sammlung das Leben.
Er publizierte seine erste SF-Geschichte Time and Time Again 1947 in der Zeitschrift Astounding. In den Folgejahren schrieb er zahlreiche Erzählungen und einige Romane, in denen die Themen Space Opera und alternative Geschichtsverläufe immer wieder auftauchen. Die Erzählung He Walked Around the Horses (1948) schildert etwa eine Welt, in der die amerikanischen Kolonisten den Unabhängigkeitskrieg verloren haben und auch die napoleonischen Kriege ausgefallen sind, beruhend auf einem realhistorischen Zwischenfall, dem Verschwinden von Benjamin Bathurst. Später entwickelt Beam Piper ein Konzept miteinander verflochtener paralleler Historien, in dem er auch Arnold J. Toynbees Auffassung von der zyklischen Struktur kultureller Entwicklung berücksichtigt.
Der Autor mystifizierte nicht nur sich selbst, indem er gelegentlich behauptete, aus einer alternativen Zeitlinie zu stammen, und statt seines richtigen Vornamens (den er nicht mochte) „Horace“ angab; auch sein Tod ist teilweise rätselhaft. Das genaue Todesdatum ist nicht recht klar; in den Quellen sind für das Auffinden der Leiche sowohl der 9. als auch der 11. November  angegeben, während die letzte Tagebucheintragung des Autors vom 5. November datiert. Der Grund für den Suizid sollen persönliche Konflikte oder wirtschaftliche Probleme gewesen sein.

## Rezeption
In den 1980er Jahren wurden Beam Pipers Texte wiederveröffentlicht. Charles Stross (in The Merchant Princes), L. Neil Smith und Michael McCollum (in A Greater Infinity, 1982; dt. Größere Unendlichkeit) widmeten dem Autor eigene Bücher und griffen seine Konzepte auf. Michael Kurland verwendete einen unvollendeten Entwurf für seinen Roman First Cycle (1982). John Scalzi betont im Vorwort seines Romans Der wilde Planet, dass das Buch eine „Neuerzählung“ des 1962 Hugo-nominierten Der kleine Fuzzy von H. Beam Piper ist.
1963 wurde der Roman Little Fuzzy für den Hugo Award nominiert, 2001 erhielt die Erzählung The Last Enemey eine Nominierung bei den Retro Hugo Awards. Der Roman A Planet for Texans wurde 1999 in die Hall of Fame der Prometheus Awards aufgenommen.

## Bibliografie
Die Serien sind nach dem Erscheinungsjahr des ersten Teils geordnet.
Sind bei den Originalausgaben zwei Erscheinungsjahre angegeben, so ist das erste das des Erstdrucks und das zweite das der Erstausgabe (als Buch).
Wird bei Kurzgeschichten als Quelle nur Titel und Jahr angegeben, so findet sich die vollständige Angabe bei der entsprechenden Sammelausgabe.
Paratime Police (Kurzgeschichtenserie)
- He Walked Around the Horses (1948)
  - Deutsch: Er ging um die Pferde herum. Übersetzt von Eva Malsch. In: Isaac Asimov, Martin H. Greenberg, Joseph Olander (Hrsg.): Sternenpost: 3. Zustellung. Moewig (Playboy Science Fiction #6735), 1984, ISBN 3-8118-6735-0. Auch als: Der Mann, der um die Pferde herumging. In: Parazeit. 1984.
- Police Operation (1948)
  - Deutsch: Der venusische Würger. Übersetzt von Dolf Strasser. In: Walter Spiegl (Hrsg.): Science-Fiction-Stories 66. Ullstein (Ullstein 2000 #127 (3323)), 1977, ISBN 3-548-03323-7. Auch als: Polizeiaktion. In: Parazeit. 1984.
- Last Enemy (1950)
  - Deutsch: Der letzte Feind. In: Science-Fiction-Stories 59. 1976. Auch als: Der letzte Feind. In: Parazeit. 1984.
- Temple Trouble (1951)
  - Deutsch: Machtkampf der Götzen. In: Walter Spiegl (Hrsg.): Science-Fiction-Stories 5. Ullstein (Ullstein 2000 #5 (2804)), 1970, ISBN 3-548-02804-7. Auch als: Tempelschwierigkeiten. In: Das Zeitverbrechen. 1984.
- Genesis (1951)
  - Deutsch: Genesis. In: Science-Fiction-Stories 59. 1976.
- Time Crime (1955)
  - Deutsch: Sklaven der Zeit. In: Walter Spiegl (Hrsg.): Science-Fiction-Stories 6. Ullstein (Ullstein 2000 #7 (2818)), 1971, ISBN 3-548-02818-7. Auch als: Das Zeitverbrechen. In: Das Zeitverbrechen. 1984.
- Paratime (1981, Sammlung)
  - Deutsch: Parazeit. Moewig (Utopia Classics #66), 1984, ISBN 3-8118-5012-1. Auch als: Das Zeitverbrechen. Moewig (Utopia Classics #68), 1984, ISBN 3-8118-5014-8.
- The Complete Paratime (2001, Sammlung)
- Time Crime (2010, mit John F. Carr)

Terro-Human Future History (Zyklus)
- Ullr Uprising (1952, Roman)
  - Deutsch: Der Uller-Aufstand. Ullstein (Ullstein 2000 #125 (3306)), 1977, ISBN 3-548-03306-7.
- The Keeper (1957, Kurzgeschichte)
- Omnilingual (1957, Kurzgeschichte)
  - Deutsch: Der Universalschlüssel. In: Walter Spiegl (Hrsg.): Science-Fiction-Stories 14. Ullstein (Ullstein 2000 #24 (2889)), 1972, ISBN 3-548-02889-6. Auch als: Die universelle Sprache. In: Leon E. Stover, Harry Harrison (Hrsg.): Anthropofiction. Fischer Taschenbuch (Fischer Orbit #21), 1974, ISBN 3-436-01676-4.
- The Edge of the Knife (1957, Kurzgeschichte)
- Graveyard of Dreams (1958, Kurzgeschichte)
- Ministry of Disturbance (1958, Kurzgeschichte)
  - Deutsch: Ministerium für Unruhe. In: Walter Spiegl (Hrsg.): Science-Fiction-Stories 46. Ullstein (Ullstein 2000 #87 (3118)), 1975, ISBN 3-548-03118-8.
- Oomphel in the Sky (1960, Kurzgeschichte)
- Four-Day Planet (1961, Roman)
  - Deutsch: Die Vier-Tage-Welt. Pabel-Moewig (Terra Astra #505) 1981.
- A Slave Is a Slave (1962, Kurzgeschichte)
- Empire (1981, Sammlung)
- Federation (1981, Sammlung)
- The Condottieri (2017, Kurzgeschichte, mit David Johnson)

Fuzzy (Romanserie im Rahmen der Terro-Human Future History)
- 1 Little Fuzzy (1962)
  - Deutsch: Der kleine Fuzzy. Übersetzt von Heinz Zwack. Moewig (Terra Sonderband #87) 1964. Auch als: Was ist los auf Planet Zeno?. Übersetzt von Heinz Nagel. Müller, 1976, ISBN 3-275-00627-4. Auch als: Der kleine Fuzzy. Übersetzt von H. P. Lehnert. Pabel (Terra Taschenbuch #319) 1979.
- 2 The Other Human Race (1964, auch als Fuzzy Sapiens; 1976)
  - Deutsch: Fuzzy sapiens. Pabel (Terra Taschenbuch #321) 1979.
- 3 Fuzzies and Other People (1984)
- The Fuzzy Papers (1977, Sammelausgabe von 1 und 2)
- The Adventures of Little Fuzzy (1983, Kurzgeschichte, mit Benson Parker)
- The Complete Fuzzy (1998, Sammelausgabe von 1–3)

Kalvan (Serie im Rahmen der Paratime Police)
- Gunpowder God (1964, Novelle)
  - Deutsch: Der Schießpulver-Gott. In: Wolfgang Jeschke (Hrsg.): Planetoidenfänger. Lichtenberg (Science Fiction für Kenner #6), 1971, ISBN 3-7852-2006-5.
- Down Styphon! (1965, Kurzgeschichte)
- Lord Kalvan of Otherwhen (1965, auch als Gunpowder God, 1978, Roman)
  - Deutsch: Der Mann, der die Zeit betrog. Übersetzt von Helmut Bittner. Winther Science Fiction #2003, 1967. Auch als: Der Mann, der die Zeit betrog. Übersetzt von Susi-Maria Roediger. Pabel (Utopia Classics #29), 1981.

Einzelromane
- Murder in the Gunroom (1953)
- Null-ABC (1953, auch als Crisis in 2140, 1957, mit John J. McGuire)
  - Deutsch: Null-ABC. Ullstein (Ullstein 2000 #23 (2888)), 1972, ISBN 3-548-02888-8.
- A Planet for Texans (1958, auch als Lone Star Planet, 1979, mit John J. McGuire)
- Space Viking (1962, 1963)
  - Deutsch: Die Welten-Plünderer. Ullstein (Ullstein 2000 #112 (3223)), 1976, ISBN 3-548-03223-0.
- Junkyard Planet (1963, auch als The Cosmic Computer, 1964)
  - Deutsch: Der verschollene Computer. Ullstein (Ullstein 2000 #100 (3167)), 1975, ISBN 3-548-03167-6. Auch als: Der kosmische Computer. Pabel (Terra Taschenbuch #335) 1981.
- First Cycle (1982, mit Michael Kurland)

Sammlungen
- The Worlds of H. Beam Piper (1983)
- Crossroads of Destiny (2006)
- Flight from Tomorrow (2006)
- Graveyard of Dreams (2006)
- Flight from Tomorrow and Other Science Fiction (2006)
- Collected Works of Henry Beam Piper and John Joseph McGuire (2007, mit John J. McGuire)
- Five Sci-Fi Short Stories (2008)
- Paratime! (2010)
- Paratime!: Collected Paratime Stories (2011)
- Short Stories of H. Beam Piper (2011)

Deutsche Zusammenstellung:
- Science-Fiction-Stories 59. Übersetzt von Wim Koll. Ullstein (Ullstein 2000 #113 (3235)), 1976, ISBN 3-548-03235-4.

Kurzgeschichten
- Time and Time Again (1947)
  - Deutsch: Zeit und wieder Zeit. Übersetzt von Otto Schrag. In: Gotthard Günther (Hrsg.): Überwindung von Raum und Zeit. Rauch (Rauchs Weltraum-Bücher #3), 1952. Auch als: Zeitsprung. Übersetzt von Otto Schrag. In: Hans Joachim Alpers, Werner Fuchs (Hrsg.): Die Vierziger Jahre II. Hohenheim (Edition SF im Hohenheim Verlag), 1983, ISBN 3-8147-0033-3.
- Parallel Time-Tracks (1948)
- The Mercenaries (1950)
  - Deutsch: Im Dienst der Sache. In: Science-Fiction-Stories 59. 1976.
- Flight from Tomorrow (1950)
- Rebel Raider (1950)
- Operation R.S.V.P. (1951)
- Dearest (1951)
- Day of the Moron (1951)
  - Deutsch: Beschränkt zurechnungsfähig. In: Walter Spiegl (Hrsg.): Science-Fiction-Stories 13. Ullstein (Ullstein 2000 #22 (2883)), 1972, ISBN 3-548-02883-7.
- The Return (1954, mit John J. McGuire)
- Lone Star Planet (1957, mit John J. McGuire)
- Hunter Patrol (1959, mit John J. McGuire)
- Crossroads of Destiny (1959)
- The Answer (1959)
- Naudsonce (1962)
- When in the Course— (1981)

Sachliteratur
- A Catalogue of Early Pennsylvania and other Firearms and Edged Weapons at “Restless Oaks,” McElhattan, PA. (1927)